# Jálid bin Abdulaziz
Jálid bin Abdulaziz (en árabe: خالد بن عبد العزيز آل سعود) (Riad, 13 de febrero de 1913 - Taif, 13 de junio de 1982) fue uno de los hijos de Abdulaziz bin Saúd, y rey de Arabia Saudita desde el asesinato en 1975 de su hermano, el rey Fáisal, hasta su propia muerte, en 1982.
Jálid fue nombrado príncipe heredero en 1965, después de que su hermano mayor, Muhámmad bin Abdulaziz Al Saúd, bajase un puesto en la línea sucesoria. Jálid se preparó para gobernar un Estado moderno, acompañando a Fáisal en sus viajes y representando a Arabia Saudí ante las Naciones Unidas. Fue más liberal que sus antecesores, e informaba a la prensa de sus decisiones en política exterior.

## Príncipe heredero
Destacó en algunas campañas militares, especialmente consiguiendo el Tratado de Taif, durante el reinado de su padre. Fue nombrado asesor de su hermano Fáisal cuando fue adjunto del Hiyaz, y asumió la administración del Emirato de La Meca, en nombre de éste. Fue nombrado presidente de la delegación de Arabia Saudí y negociador en la disputa entre esta y el Yemen en 1934, que culminó con la firma del Tratado de Taif, en el mismo año, y fue nombrado asistente de su hermano Fáisal en la Conferencia de Londres de 1939 para examinar la cuestión de Palestina.
En 1964 se convirtió en vice primer ministro, con la presidencia del Consejo de Ministros del Consejo y todas las competencias reglamentarias y las responsabilidades administrativas de éste, así como el control financiero de todas las instituciones del Estado.

## Reinado
Subió al trono el 25 de marzo de 1975, al ser asesinado el rey Fáisal en un majlis.

### Política interior
Su primer éxito diplomático fue la conclusión, en abril de 1975, de un acuerdo sobre la demarcación del oasis Al Buraymi, donde confluyen las fronteras de Abu Dhabi, Omán y Arabia Saudí. Durante años las relaciones se habían resentido por problemas en este lugar, y la conclusión de las negociaciones dio a Jálid un aura de buen estadista. 
En una reorganización del Consejo de Ministros en 1975, Jálid nombró príncipe heredero y vice primer ministro a su hermanastro Fahd. En 1976 se vio obligado a viajar a los Estados Unidos para someterse a cirugía cardiaca en Cleveland, Ohio. Jálid aprovechó el viaje para pedir al presidente Carter que vendiese a Arabia Saudita aviones de combate para ayudar en la lucha contra la agresión comunista en la zona: la primera entrega de los sesenta F-15 conseguidos tras el acuerdo firmado con Carter llegó en 1982.
Los miembros del consejo familiar interno presidido por el rey Jálid incluían a sus hermanos —el príncipe Mohammad, el príncipe heredero Fahd, el príncipe Abdullah, el príncipe Sultan y el príncipe Abdul Muhsin— junto con dos de sus tíos, los príncipes Ahmed y Musaid. El príncipe Mohammad fue uno de los principales asesores del rey Jálid. De hecho, actuaban conjuntamente en casi todos los asuntos políticos. Otro de sus asesores fue Maarouf al-Dawalibi, antiguo primer ministro de Siria y reconocido intelectual islámico.
El 20 de noviembre de 1979 quinientos disidentes se atrincheraron en la Gran Mezquita de La Meca pidiendo la vuelta al tradicionalismo religioso. La rebelión fue reprimida y sus líderes fueron decapitados.
La estricta política financiera de su predecesor, junto con las secuelas de la crisis del petróleo de 1973, crearon una situación financiera inesperada que alimentó el desarrollo y condujo al país a un auge económico y comercial. Entre los logros más notables se incluyen la institución del segundo Plan Quinquenal en la historia de Arabia Saudita, que tiene por objeto crear infraestructuras y mejorar la atención sanitaria, y decidió traer mano de obra extranjera para ayudar en el desarrollo del país. Convocó numerosas cumbres e inauguró el Consejo de Cooperación para los Estados Árabes del Golfo Pérsico en 1981. 
Jálid apoyó proyectos nuevos de agricultura y ganadería, construyendo silos para cereales y molinos de harina, ayudó al sector industrial para aumentar el nivel de la industria del país y construyó clínicas y hospitales públicos para proporcionar asistencia sanitaria gratuita a los ciudadanos, También procuró el desarrollo del ejército y la reorganización de la Guardia Nacional.

### Política exterior
Apoyó el pleno respeto a los principios de las Cartas de la Liga de Estados Árabes y las Naciones Unidas.
Convocó la tercera cumbre islámica que se celebró en 1981 en La Meca, donde se reunió con los líderes del mundo islámico para examinar la situación internacional. Apoyó a los muyahidines de Afganistán en los foros políticos, internacionales y locales, y con dinero y equipo. Se involucró en los problemas palestinos, interviniendo en la guerra del Líbano en 1982.

## Muerte
Había comprado un Boeing 747 con una sala de operaciones por si le era necesario, pero murió de un ataque al corazón, y fue sucedido por su medio hermano Fahd bin Abdulaziz. Tanto el aeropuerto de Riad como la Ciudad Militar llevan su nombre, y su reinado es recordado con cariño por los ciudadanos de Arabia Saudí debido a la prosperidad económica que se alcanzó durante su reinado. A diferencia de otros reyes de Arabia, sus hijos han asumido una vida sencilla y no tienen posiciones políticas notables.

## Títulos y tratamientos
Esta tabla aún no está actualizada. Puedes contribuir aportando información sobre títulos y tratamientos de esta persona.

## Distinciones honoríficas

### Distinciones honoríficas saudíes
- Soberano Gran maestre de la Orden del Rey Abdulaziz.
- Soberano Gran maestre (y fundador) de la Orden del Rey Fáisal (1976).

### Distinciones honoríficas extranjeras
- Caballero gran cruz de la Orden del Mérito Civil (Estado español, 15/02/1974).[4]
- Caballero de la Orden de los Serafines (Reino de Suecia, 20/01/1981).
- Caballero del collar de la Orden de Carlos III (Reino de España, 15/06/1981).[5]

## Ancestros
|  |                                                            |  |  |  |  |  |  |  |  |  |  |  |  |  |  |  |
|  | 16. Turki bin Abdullah bin Muhammad                        |  |  |  |  |  |  |  |  |  |  |  |  |  |  |  |
|  |                                                            |  |  |  |  |  |  |  |  |  |  |  |  |  |  |  |
|  |                                                            |  |  |  |  |  |  |  |  |  |  |  |  |  |  |  |
|  | 8. Faisal bin Turki bin Abdullah Al-Saud                   |  |  |  |  |  |  |  |  |  |  |  |  |  |  |  |
|  |                                                            |  |  |  |  |  |  |  |  |  |  |  |  |  |  |  |
|  |                                                            |  |  |  |  |  |  |  |  |  |  |  |  |  |  |  |
|  | 17. Hia bint Hamad bin Alí Al Faqih Angari Tamimi          |  |  |  |  |  |  |  |  |  |  |  |  |  |  |  |
|  |                                                            |  |  |  |  |  |  |  |  |  |  |  |  |  |  |  |
|  |                                                            |  |  |  |  |  |  |  |  |  |  |  |  |  |  |  |
|  | 4. Abdul Rahman bin Faisal                                 |  |  |  |  |  |  |  |  |  |  |  |  |  |  |  |
|  |                                                            |  |  |  |  |  |  |  |  |  |  |  |  |  |  |  |
|  |                                                            |  |  |  |  |  |  |  |  |  |  |  |  |  |  |  |
|  | 18. Mishari bin Abdulrahman bin Hasan bin Mishari bin Saúd |  |  |  |  |  |  |  |  |  |  |  |  |  |  |  |
|  |                                                            |  |  |  |  |  |  |  |  |  |  |  |  |  |  |  |
|  |                                                            |  |  |  |  |  |  |  |  |  |  |  |  |  |  |  |
|  | 9. Sarah bint Mishari bin Abdulrahman bin Hassan Al Saúd   |  |  |  |  |  |  |  |  |  |  |  |  |  |  |  |
|  |                                                            |  |  |  |  |  |  |  |  |  |  |  |  |  |  |  |
|  |                                                            |  |  |  |  |  |  |  |  |  |  |  |  |  |  |  |
|  | 2. Ibn Saúd                                                |  |  |  |  |  |  |  |  |  |  |  |  |  |  |  |
|  |                                                            |  |  |  |  |  |  |  |  |  |  |  |  |  |  |  |
|  |                                                            |  |  |  |  |  |  |  |  |  |  |  |  |  |  |  |
|  | 20. Mohámmed bin Turki bin Suleimán Al Sudairi             |  |  |  |  |  |  |  |  |  |  |  |  |  |  |  |
|  |                                                            |  |  |  |  |  |  |  |  |  |  |  |  |  |  |  |
|  |                                                            |  |  |  |  |  |  |  |  |  |  |  |  |  |  |  |
|  | 10. Áhmed Al Kabir bin Mohámmed bin Turki Al Sudairi       |  |  |  |  |  |  |  |  |  |  |  |  |  |  |  |
|  |                                                            |  |  |  |  |  |  |  |  |  |  |  |  |  |  |  |
|  |                                                            |  |  |  |  |  |  |  |  |  |  |  |  |  |  |  |
|  | 5. Sarah bint Áhmed Al Kabir bin Mohámmed Al Sudairi       |  |  |  |  |  |  |  |  |  |  |  |  |  |  |  |
|  |                                                            |  |  |  |  |  |  |  |  |  |  |  |  |  |  |  |
|  |                                                            |  |  |  |  |  |  |  |  |  |  |  |  |  |  |  |
|  | 1. Jalid de Arabia Saudita                                 |  |  |  |  |  |  |  |  |  |  |  |  |  |  |  |
|  |                                                            |  |  |  |  |  |  |  |  |  |  |  |  |  |  |  |
|  |                                                            |  |  |  |  |  |  |  |  |  |  |  |  |  |  |  |
|  | 24. Abdulah bin Muhámmad bin Saúd                          |  |  |  |  |  |  |  |  |  |  |  |  |  |  |  |
|  |                                                            |  |  |  |  |  |  |  |  |  |  |  |  |  |  |  |
|  |                                                            |  |  |  |  |  |  |  |  |  |  |  |  |  |  |  |
|  | 12. Turki bin Abdulah Al Jiluwi                            |  |  |  |  |  |  |  |  |  |  |  |  |  |  |  |
|  |                                                            |  |  |  |  |  |  |  |  |  |  |  |  |  |  |  |
|  |                                                            |  |  |  |  |  |  |  |  |  |  |  |  |  |  |  |
|  | 6. Musaed bin Turki Al Jiluwi                              |  |  |  |  |  |  |  |  |  |  |  |  |  |  |  |
|  |                                                            |  |  |  |  |  |  |  |  |  |  |  |  |  |  |  |
|  |                                                            |  |  |  |  |  |  |  |  |  |  |  |  |  |  |  |
|  | 3. Al Jawhara bint Musaed Al Jiluwi                        |  |  |  |  |  |  |  |  |  |  |  |  |  |  |  |
|  |                                                            |  |  |  |  |  |  |  |  |  |  |  |  |  |  |  |
|  |                                                            |  |  |  |  |  |  |  |  |  |  |  |  |  |  |  |

| Predecesor: Fáisal bin Abdulaziz | Rey de Arabia Saudita 1975 - 1982 | Sucesor: Fahd bin Abdulaziz |